# Olympia (Manet)
Olympia è un dipinto del pittore francese Édouard Manet, realizzato nel 1863 e conservato al Museo d'Orsay di Parigi.

## Storia

### Gestazione dell'opera
Manet preparò con grande cura e dedizione la stesura del dipinto, con il quale probabilmente ambiva alla celebrità. Pensava all'Olympia già durante il viaggio in Italia del 1857, in occasione del quale copiò la Venere di Urbino di Tiziano, tradizionale simbolo dell'avvenenza femminile e della fedeltà domestica. Il motivo di un corpo femminile nudo, disteso contro cuscini e appoggiato su un fianco, aveva in effetti una lunga tradizione figurativa, elaborata soprattutto nel corso dalla pittura veneziana del Cinquecento.
La seconda fonte iconografica del dipinto va rintracciata nella Maja desnuda di Francisco Goya, dalla quale prese ispirazione per la schiettezza del personaggio. Manet ne fece anche in questo caso una copia, non partendo dall'originale (si sarebbe recato in Spagna assai tardivamente) bensì dalle varie stampe che comunque circolavano nella Parigi dell'Ottocento, e la titolò Giovane donna in costume spagnolo. Un ulteriore riferimento va infine ricercato ne La grande odalisca del venerato Jean-Auguste-Dominique Ingres, che Manet ebbe agio di studiare al Louvre.
Dopo aver concluso questa meditata riflessione sugli archetipi classici Manet iniziò l'elaborazione in senso stretto del dipinto. Del lavoro preparatorio relativo al dipinto ci sono rimaste molte tracce, tra schizzi e disegni preparatori: questi lavori, in particolare, si distinguono per il loro equilibrio formale e per la sobrietà e la purezza del tratto. Dei vari bozzetti realizzati in questa fase due sono particolarmente interessanti, in quanto prevedevano una diversa ipotesi compositiva, con la donna colta mentre accarezza il gatto e con il felino acciambellato presso la sua coscia.
L'opera, tuttavia, subì un profondo mutamento stilistico dopo il violento scandalo suscitato nel 1863 dalla Colazione sull'erba, la quale fu criticata non solo perché la presenza della donna nuda non era avallata da giustificazioni storiche o mitologiche, ma anche per la spregiudicata tecnica pittorica, priva dei chiaroscuri e di un solido reticolo prospettico. Manet, pertanto, decise di proseguire la strada intrapresa con la Colazione sull'erba e decise di sfondare i convenzionalismi borghesi, giudicati mediocri e ipocriti, e le leziose affettazioni tipiche dell'arte dei Salon, riproponendo nuovamente una fattura pittorica audace e molto cruda, nella convinzione forse ingenua che la sua battaglia d'arte sarebbe stata non solo appoggiata, ma anche condivisa.

### Il casoOlympia

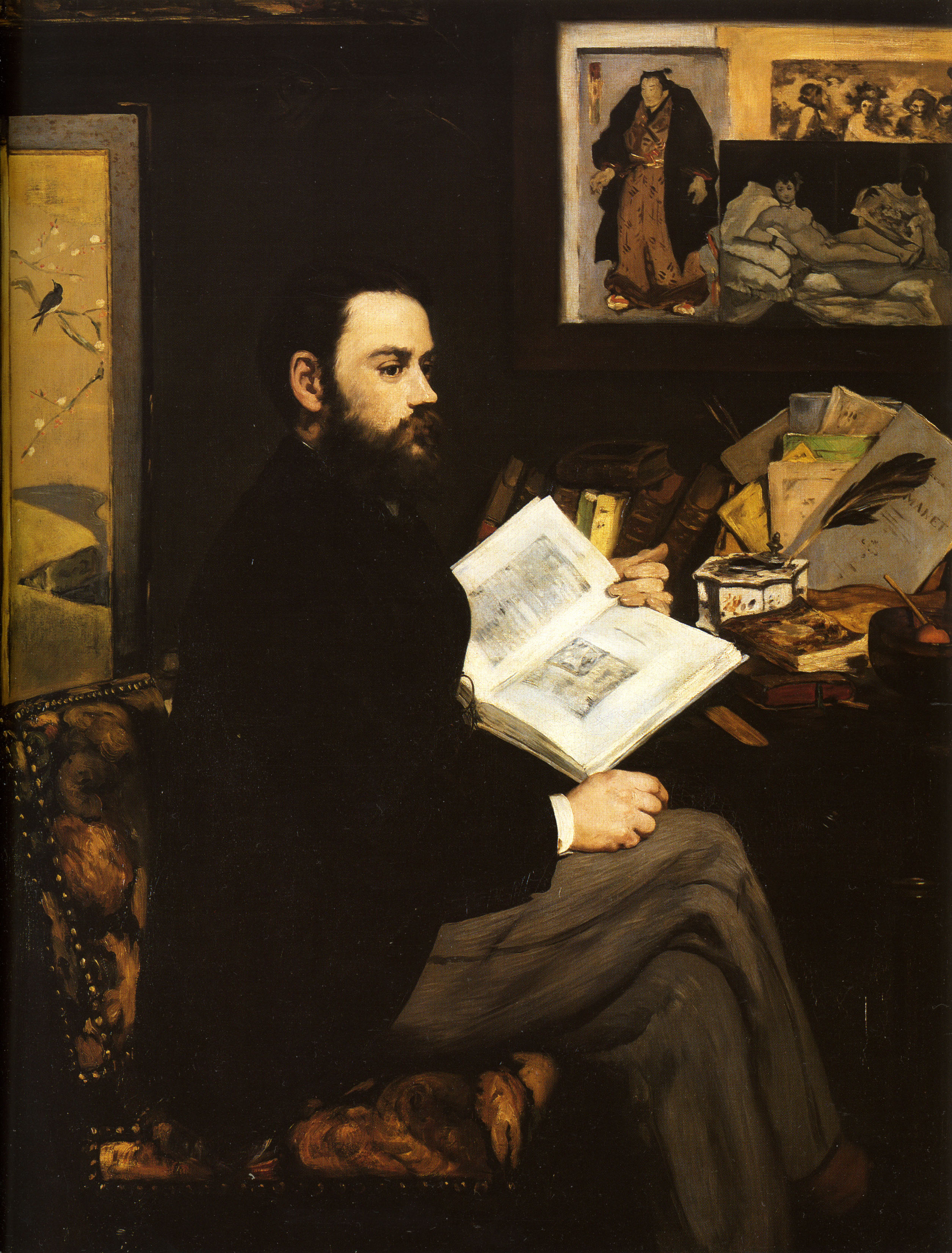
Édouard Manet, Ritratto di Émile Zola (1868); olio su tela, 146×114 cm, museo d'Orsay, Parigi. Zola fu un grande ammiratore delle opere di Manet.

L'Olympia fu portata a termine nel 1863, anche se fu esposta solo due anni dopo, nel Salon del 1865. Il dipinto suscitò immediatamente uno scandalo di proporzioni enormi, forse ancora più virulento di quello suscitato dalla Colazione sull'erba. La donna, come vedremo meglio nel paragrafo Descrizione, rappresentava infatti inequivocabilmente una prostituta, e ciò fu giudicato scandaloso dalla critica del tempo, che riempì di vituperi questa «odalisca dal ventre giallo [...] ignobile modella pescata chissà dove», come la definì sprezzante il critico Jules Claretie. Persino Gustave Courbet condannò l'opera, e tutti parlavano di parodia, di impostura, di presa in giro, fomentando ancora di più la polemica che divenne asperrima. Il critico Louis Leroy, in una maniera ottusamente conservatrice e tracimante di ironica malignità, commentava: «Se un giorno dovessi dedicare una sola riga di elogio all'Olympia, vi autorizzo a legarmela al collo e ad espormi in pubblico: me lo sarò meritato».
Questo rumoroso coro di voci indignate non fece che accrescere lo scalpore e la notorietà dell'opera, che diventò in breve tempo il caso del 1865. «l'Esposizione ha il suo buffone [...] Tra tutti gli artisti, è lui l'uomo che si mette a far capriole e a mostrare la lingua ... Manet potrebbe veramente fare scuola». I visitatori, ciononostante, continuarono ad accalcarsi per giorni al fine di vedere la tela incriminata, come ci riporta Paul de Saint-Victor: «la folla è stipata, come all'obitorio, davanti alla corrotta Olympia!». Il Moniteur des Arts asserì che «dinanzi al quadro di Manet scoppia un'epidemia di pazze risate», mentre La Presse, dal canto suo, commentò: «Quando l'arte scende ad un livello così basso non merita neanche il disprezzo». La malignità e l'impeto della plebe raggiunsero picchi così elevati che si temette persino che l'opera venisse distrutta (alcuni visitatori tentarono di sfondarla con gli ombrelli), e per proteggerla venne dapprima allocata sotto la custodia di due poliziotti, e poi trasferita quanto più in alto possibile, praticamente sotto al tetto della sala.

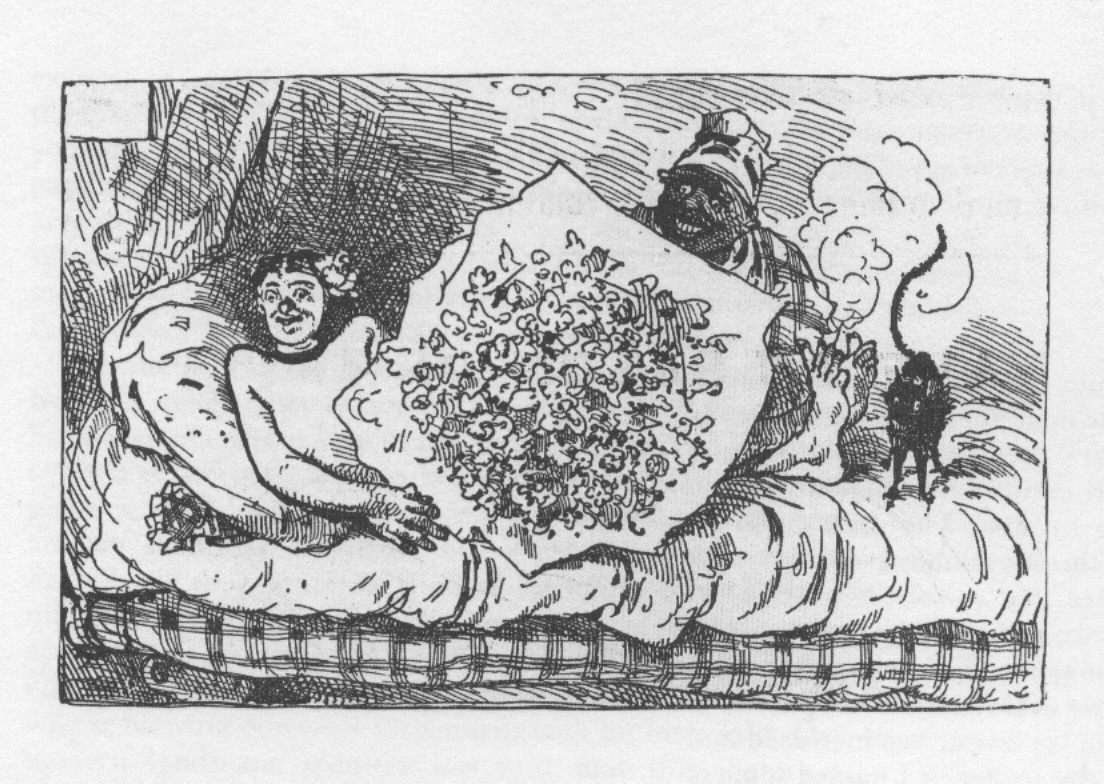
Caricatura dell'Olympia del 1865

Per fortuna, tuttavia, non mancarono gli ammiratori, anche se esigui. Charles Baudelaire inviò a Manet una lettera di incoraggiamento ed Émile Zola, fervente ammiratore del pittore, ne prese le parti in un articolo pregno di ironia e di lucida consapevolezza:
(Émile Zola)
Queste poche parole racchiudono sublimemente il potenziale scandaloso del quadro. Molti, infatti, erano molto preoccupati a causa dell'ambigua riconoscibilità del soggetto, per il quale aveva posato in realtà una delle modelle predilette di Manet, Victorine Meurent. Zola, per di più, rintracciò correttamente il legame tra l'Olympia e un dipinto che appena due anni prima aveva stupito il pubblico del Salon, La nascita di Venere di Alexandre Cabanel. Entrambe le tele, infatti, raffigurano un nudo femminile disteso, anche se nel secondo caso vi era l'ipocrita contestualizzazione mitologica che soddisfaceva le piacevolezze borghesi. La materia dell'Olympia, invece, non era inserita in un contesto storico, mitologico e letterario, e perciò suscitò reazioni furibonde, destinate a essere esacerbate anche dalle novità pittoriche che vi erano introdotte. Per dirla con le parole di Vittoria Giordano, bisogna «prendere in considerazione la difficoltà che un osservatore dell'epoca provava nell'adattare i criteri visivi che gli erano familiari a una concezione del tutto nuova della forma e del colore. Al contrario il pubblico di oggi, proprio grazie a queste opere [come l'Olympia] che aprirono la strada all'arte moderna, ha ereditato un'ottica più duttile, ampliando sensibilmente il proprio campo percettivo».

## Descrizione

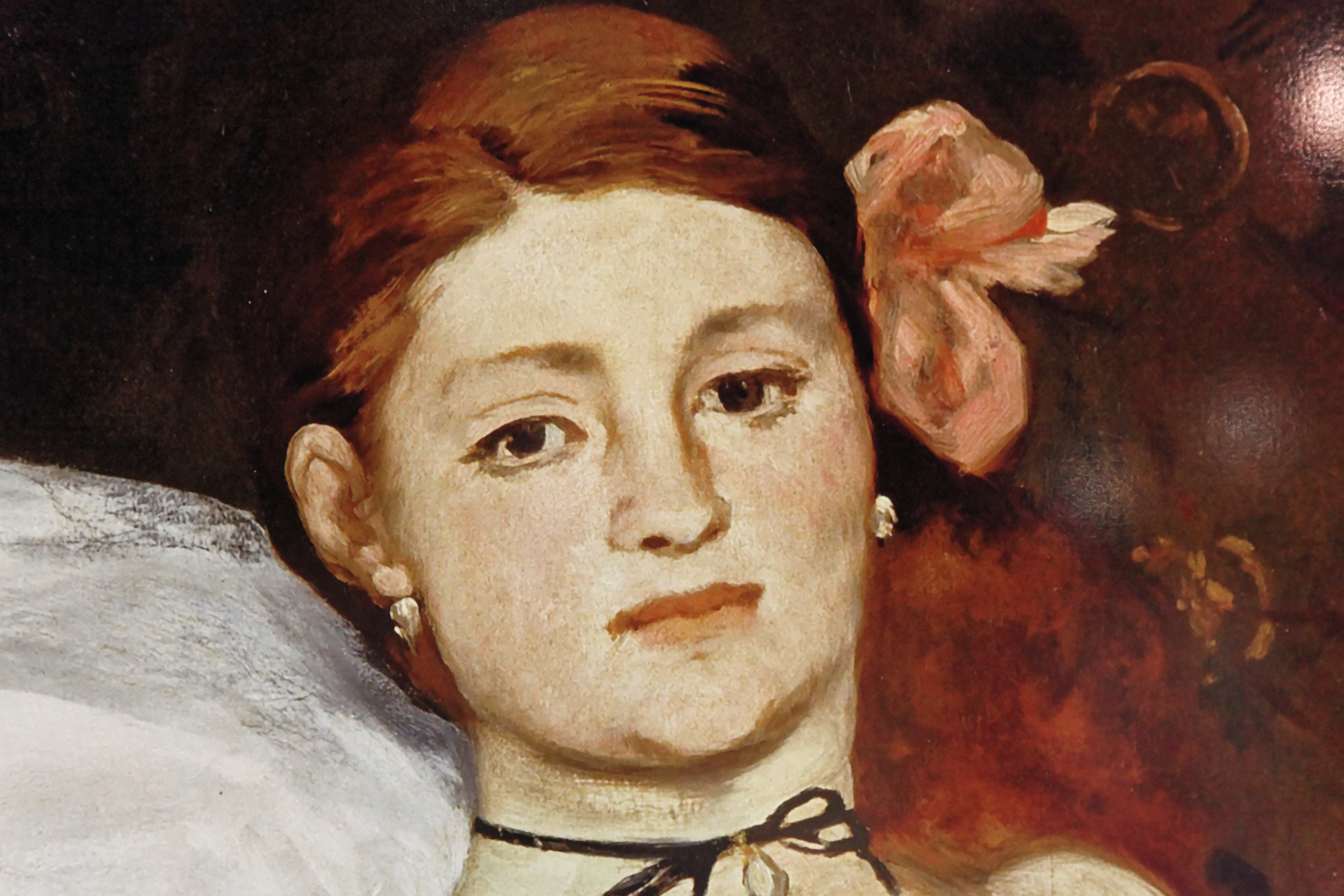
L'imperturbabile e glaciale sguardo di Olympia

La tela raffigura una figura femminile nuda mollemente adagiata su un letto sgualcito. Nulla lascia dubitare che si tratti di una prostituta: innanzitutto il nome, Olympia, assai diffuso tra le prostitute parigine dell'epoca. Inequivocabile è anche la posa (con la mano che si copre il pube, l'oggetto del suo mercato), che ricorda quelle immagini che iniziavano clandestinamente a circolare nei salotti parigini, stante anche l'impetuoso sviluppo conosciuto in quegli anni dall'arte fotografica. Ma i dettagli che rimandano al mondo della prostituzione sono molteplici: basti pensare all'orchidea rosa che le adorna i capelli fulvi, o magari al braccialetto dorato, agli orecchini di perle, alle pantofole da cortigiana e al malizioso nastrino di raso nero che le percorre il collo (lo stesso, tra l'altro, indossato dall'inserviente de Il bar delle Folies-Bergère).
A scatenare il biasimo della critica e lo sdegno fu anche il ricorso al modello classico. Come abbiamo già accennato nel paragrafo Storia, infatti, Olympia è una trasparente derivazione iconografica della Venere di Tiziano, che Manet tuttavia reinterpretò deliberatamente secondo il proprio gusto: era un iter che sarebbe divenuto distintivo di Manet, il quale si rifiutava di riprodurre mimeticamente i grandi modelli classici e li sottoponeva a una destrutturazione per riadattarli alla contemporaneità. Mentre la Venere tizianesca - secolare simbolo della bellezza muliebre - è molto dolce, pudica e antierotica, Olympia ostenta senza problemi la sua cruda nudità e la sottopone spudoratamente alla voracità degli sguardi altrui: non ha problemi nel farlo, perché è ben consapevole della propria sensualità. Il suo incarnato è candido, niveo, e molto conturbante: le sue forme, pur irradiando un'innegabile grazia, sono tuttavia acerbe e spigolose, e non hanno alcunché di divino. Non possiede le dolci sinuosità proprie delle divinità classiche, bensì risponde a un'aderenza al vero che trascura le esigenze del decoro e delle auree proporzioni. Per dirla con le parole di Vittoria Giordano, «sembra dichiarare sfrontatamente che il suo corpo giovane e sodo [...] non solo le appartiene, ma ignora la morale ipocrita di quella piccola e media borghesia che costituiva la maggioranza dei visitatori del Salon». Manet, dunque, non si avvale della Venere per legittimare la propria opera, bensì intende desacralizzare il mito classico, nel segno di una violenta iconoclastia artistica dei miti buoni della società borghese.

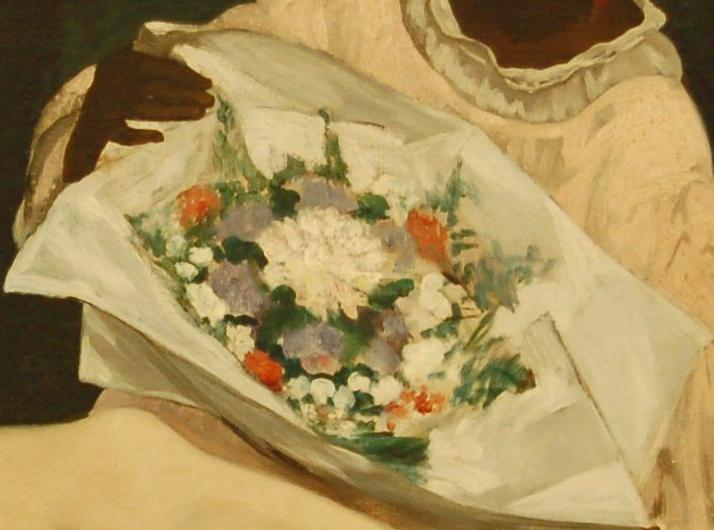
Il variopinto mazzo di fiori

A differenza della Venere di Tiziano, o comunque di tutte le eroine storiche e divinità dei dipinti classici, Olympia ha la testa eretta e fissa l'osservatore imperturbabilmente, senza sorridere. Mai nella storia dell'arte si era assistito a un volto così inespressivo: in lei non vi è nessuna traccia di emozione, o pudore, o magari lascivia, o appetito sessuale, né vi si legge quella decadente «arroganza da meretricio» generalmente associata alle prostitute. Ci si aspetterebbe infatti che Olympia cercasse di invogliare lo spettatore con ammiccamenti voluttuosi, o perlomeno che si lasciasse invadere da una dolce e maliziosa voluttà interiore. Il suo sguardo, tuttavia, è glaciale e indifferente, e rivela piuttosto un gelido distacco, come se provocatoriamente stesse lanciando una sfida a coloro che la contemplano. Ciò provoca nell'osservatore una reazione di notevole imbarazzo, molto più sentito di quanto non sarebbe stato se Olympia si fosse offerta alla vista in atteggiamenti maliziosi: la donna «non si nasconde agli sguardi, non arrossisce, ma non chiede nemmeno di sedurre. Esige soltanto di essere pagata» (StileArte).
Dalla sua sinistra sopraggiunge una corpulenta serva di colore (per il quale posò una modella di nome Laure) che, con occhi indagatori e curiosi, porge a Olympia un variopinto mazzo di fiori avvolto nella carta, evidente omaggio di qualche galante habitué in attesa nell'anticamera dietro il tendaggio verde. Dove due ancelle nella Venere tizianesca preparano alla dea il corredo nuziale, insomma, qui viene inserita una donna di colore, il quale tra l'altro era un simbolo molto radicato nell'ambito pittorico relativo alla prostituzione. Per la medesima logica iconografica l'amorevole cane della Venere di Tiziano nell'Olympia viene sostituito da un inquietante gatto nero che, rizzandosi ai piedi della donna, sembra quasi scomparire nell'oscurità dello sfondo. Il felino tradisce un'indole selvatica e imprevedibile, tanto che inarca la schiena, ha la coda tesa e fissa l'osservatore con occhi sbarrati, seguendo l'esempio della padrona. Per di più, mentre il cagnolino addormentato della Venere è un simbolo della fedeltà coniugale, questo gatto esalta l'amore mercenario e allude alla vita licenziosa condotta da Olympia.

## Analisi
Il chiasso suscitato da questo quadro non ebbe solo origini di ordine morale, ma fu esacerbato anche dall'audace tecnica di realizzazione, la quale contraddiceva tutti i convenzionalismi accademici. Manet, infatti, definisce le forme senza impiegare mezze tinte e senza il tradizionale sfumato costruito dal chiaroscuro. La sintesi plastica dell'Olympia, al contrario, è squisitamente coloristica, ed è affidata nella fattispecie alla giustapposizione senza gerarchia delle varie zone di colore, disposte in modo da esaltarsi vicendevolmente. Manet, ad esempio, gioca molto sul contrasto tra toni caldi e toni freddi: è il caso dell'evidenza luminosa della veste della serva contro i colori scuri dello sfondo, o del lenzuolo azzurrognolo che stacca decisamente con il paravento marrone e con i toni aranciati della coperta ornata di nappe e di fiorellini, la quale è a sua volta a contatto con il corpo nudo e ambrato di Olympia. Speciale menzione merita l'omaggio floreale porto dalla cameriera, realizzato con una spregiudicatezza che già prelude le future soluzioni dell'Impressionismo. Le pennellate che descrivono i vari fiori, infatti, sono date per veloci tocchi di colore giustapposti, i quali a una visione ravvicinata sembrano disporsi in maniera incoerente e disordinata: sarà solo distanziandosi dal dipinto che il mazzo di fiori acquista maggior suggestione e senso di verità.
Così come la stesura pittorica anche la tessitura luministica del dipinto è molto cruda e si sostanzia di una luce che, provenendo «dallo spazio davanti alla tela, cioè là dove noi siamo», inonda la donna con violenza, rendendo l'osservatore complice e responsabile della nudità di Olympia: si tratta di una soluzione ben distante dalla «sorgente luminosa discreta, laterale e dorata che la sorprende quasi suo malgrado» (Michel Foucault) della Venere di Tiziano. Dal punto di vista strutturale, invece, la composizione si articola staticamente su semplici linee verticali e orizzontali: il letto e il corpo di Olympia seguono la direzione dell'asse orizzontale, così da assecondare l'andamento longitudinale della tela, mentre la direttrice verticale è descritta dalla testa della donna e dalla porta sul retro.